# جرقه‌ها (رمان رافی)
جرقه‌ها (ارمنی: Կայծեր; Kaitser; انگلیسی: Sparks) یک رمان است به زبان ارمنی که در سال ۱۸۸۴ میلادی توسط رمان‌نویس شهیر ارمنی، رافی نگاشته شده است. این رمان تحت عنوان «Искры» (۱۹۴۹) به زبان روسی ترجمه شده است.